# Kalákakör
A kalákakör, más néven szívességbank olyan csoportok neve, melynek tagjai az egymásnak végzett munkát saját belső fizetőeszközben számolják el. Elszámolási rendszere egységes és zárt, ahol lehet valaki negatívban is fizetőeszköz szempontjából, így nem alakul ki „pénzhiány”. A csoport tökéletes esetben egymáshoz közel lakó/dolgozó emberekből áll.

## Jellegzetességei
A LETS-rendszereknek az alábbi jellemzőik vannak:
1. Fenntartási költség – ezt a tagok rendszeresen fizetik a közösségi célokra
2. Megegyezéseken alapul – nem kötelező kereskedni
3. Átláthatóság – minden tag látja a többi egyenlegét
4. Nincs kamat
5. A nemzeti valutához igazodik.

Ez utóbbi már nem irányadó, hiszen például Nagy-Britanniában a LetsLink UK 1996-os felmérése szerint a szívességalapú közösségek 13%-a tekintette alapnak a hivatalos pénzt.

### A kalákakör adózása
A kalákakörök bátorítják a tagjaikat a megfelelő adók befizetésére, törvényességük megőrzése érdekében. Mindemellett a tagok személyesen tartoznak felelősséggel a tevékenységükre vonatkozó adóterhekkel kapcsolatban. A különböző országok különböző adófajtákkal és besorolási kategóriákkal kezelik a barter- és nem üzletszerű tevékenységeket, de a szívességbankok tevékenységének zömét kitevő alkalmi segítségnyújtások általában nem adókötelesek.

## Története
- LETS-rendszerek (elsősorban angol nyelvterületen)
- Talentum körök (német, osztrák, svájci)

## Magyarországi története
1996-ban Bernhard Oberrauch kezdeményezésére alakult az első hosszabb életű magyarországi kalákakör, a budapesti Talentum Kör.
Ebből vált ki később a gödöllői Zöldforint Kör és a II. kerületi Krajcár Kör.
1999-ben a Nonprofit Humánszolgáltatók Szövetsége által tartott szervező programok során alakultak további kalákakörök Miskolcon, Tiszalúcon és Szolnokon. Ekkor a LETS elterjedt magyarítása a KÖR, vagyis Közösségi Önsegítő Rendszer volt. A "KÖR KÉZIKÖNYV" címmel egy ismertető is kiadásra került. 